# Apolinary Głowiński
Apolinary Głowiński (ur. 1 maja 1884 w Tarnopolu, zm. 10 sierpnia 1945 w Warszawie) – polski artysta malarz i rzeźbiarz.

## Życiorys

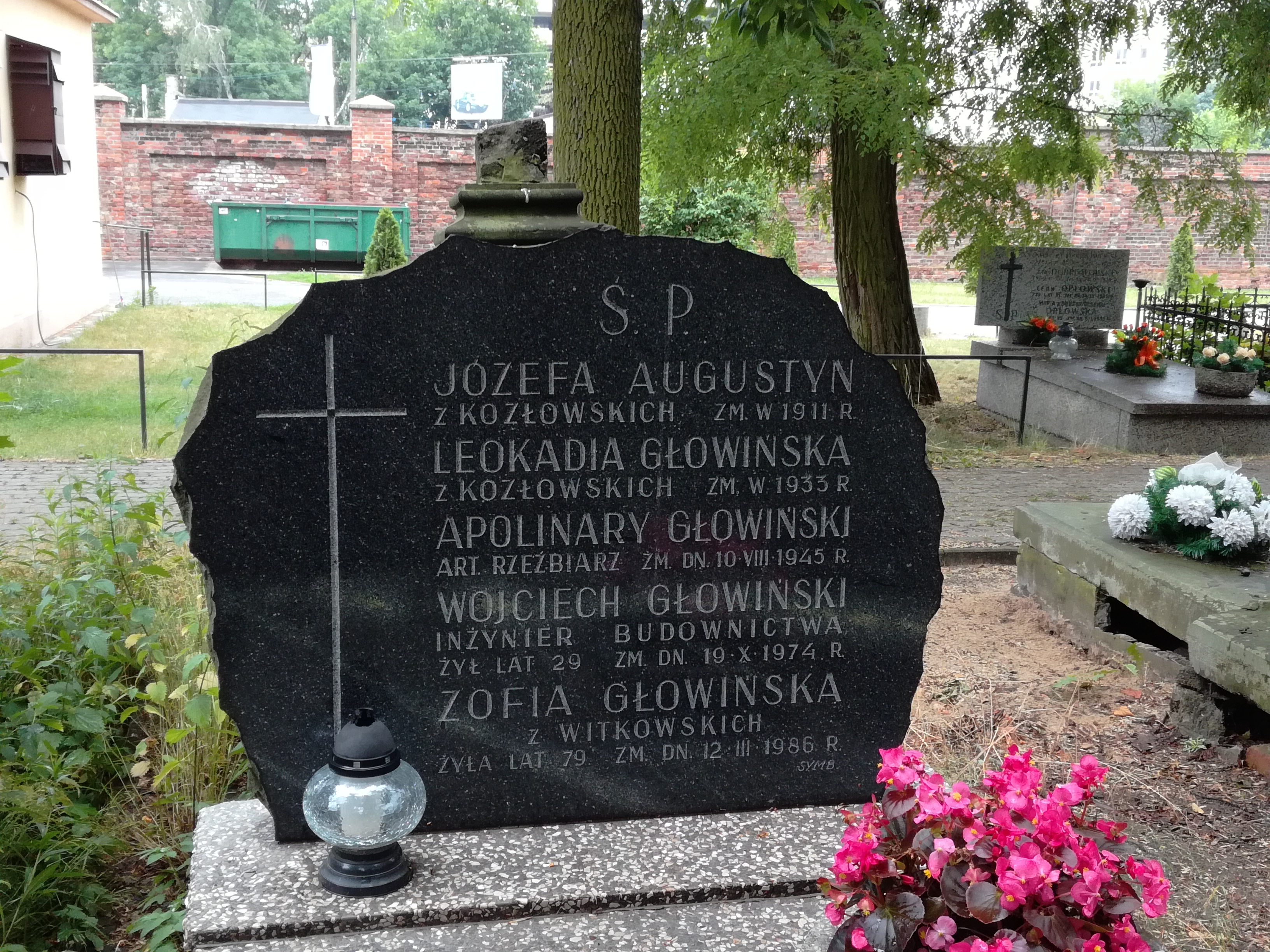
Grób Apolinarego Głowińskiego

Urodził się w rodzinie Stanisława i Pauliny z Bernalewskich. Uczył się w Szkole Przemysłu Drzewnego w Zakopanem. W latach 1904–1910 studiował na krakowskiej Akademii Sztuk Pięknych malarstwo pod kierunkiem prof. Floriana Cynka i Józefa Pankiewicza, rzeźbę u prof. Konstantego Laszczki. Po ukończeniu studiów jako stypendysta galicyjskiego Wydziału Krajowego wyjechał na studia w państwowej akademii Ecole des Beaux-Artes w Paryżu i do Włoch. Po powrocie do kraju w 1913 osiedlił się w Warszawie i do 1915 współpracował z Wincentym Drabikiem, scenografem w Teatrze Polskim. W czasie I wojny światowej, będąc obywatelem austriackim, został internowany na Syberii, skąd wrócił w 1918 jako żołnierz - ochotnik 5 Dywizji Syberyjskiej.

Po powrocie do Warszawy poświęcił się rzeźbiarstwu, tworzył w brązie, drewnie, marmurze i gipsie. Był twórcą pomników: Adama Mickiewicza (odsłonięty 16 grudnia 1926) i Józefa Piłsudskiego (odsłonięty 11 listopada 1935), które stanęły w Tarnopolu. Jego autorstwa były także popiersia Słowackiego, Kraszewskiego, Czackiego i Kołłątaja ustawione na balustradzie mostu Kazimierza Wielkiego w Łucku. Spod jego dłuta wyszły też popiersia znanych ludzi, m.in. Macieja Rataja, Wojciecha Trąmpczyńskiego, Stanisława Przybyszewskiego, Andrzeja Struga, Władysława Szczawińskiego, Zygmunta Słomińskiego oraz rzeźby i medaliony: Mefisto, Władca, Koniec wojny, Kosynier, Tondo z głową dziewczynki. W 1928 na Salonie Dorocznym w Zachęcie został odznaczony medalem za portret (popiersie z drewna) Stanisława Wyspiańskiego. W 2004 gipsową replikę popiersia ustawiono przy Amfiteatrze w Łazienkach Królewskich, na granitowym postumencie z napisem „Stanisław Wyspiański”. Należał do Związku Zawodowego Artystów Rzeźbiarzy.

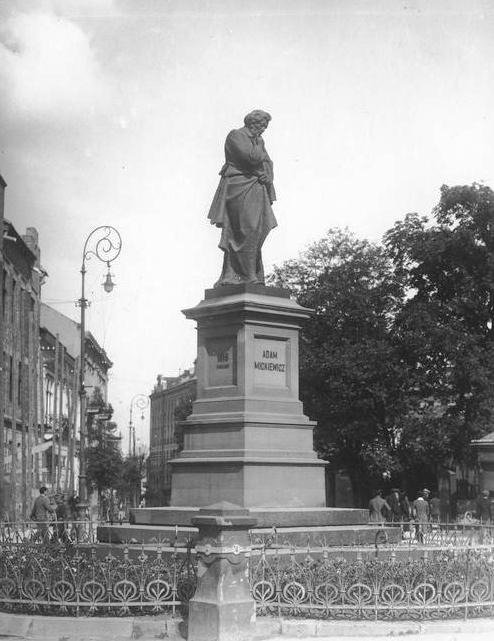
Pomnik Adama Mickiewicza w Tarnopolu.

Został pochowany na cmentarzu Bródnowskim (kwatera 3A-2-28).

## Odznaczenia
- Złoty Krzyż Zasługi (1937)[5]
- Brązowy Krzyż Zasługi (9 listopada 1929)[6].